# 久賀三常
久賀 三常（こが の みつね）は、平安時代初期から前期にかけての貴族。桓武天皇の孫。三品・明日香親王の子。官位は従五位上・左兵庫頭。

## 経歴
弘仁9年（818年）兄・三夏を含む明日香親王の3人の子女と共に、久賀朝臣姓を与えられて臣籍降下する。
桓武天皇孫に当たる二世王であったが五位への直叙はなされず、六位を経て斉衡3年（856年）従五位下に叙爵。清和朝の貞観5年（863年）従五位上に叙せられ、のちに越中権守・左兵庫頭を歴任した。また、貞観12年（870年）新羅の入寇を防ぐために田邑山陵（文徳天皇陵）に派遣されている。

## 官歴
『六国史』による。
- 弘仁9年（818年） 8月22日：臣籍降下（久賀朝臣姓）
- 斉衡3年（856年） 正月7日：従五位下
- 貞観5年（863年） 正月7日：従五位上
- 貞観7年（865年） 正月27日：越中権守
- 貞観11年（869年） 2月16日：左兵庫頭